# Ianiropsis longiantennata
Ianiropsis longiantennata là một loài chân đều trong họ Janiridae. Loài này được Thielemann miêu tả khoa học năm 1910.